# 청남초등학교 (충남)
청남초등학교는 대한민국 충청남도 청양군 청남면 청소리에 있는 공립 초등학교다.

## 학교 연혁
- 1922년 4월 1일 청소공립보통학교로 개교(4년제)
- 1925년 4월 1일 수업연한 6년으로 연장
- 1938년 4월 1일 청장공립심상소학교로 개칭
- 1941년 4월 1일 청장공립국민학교로 개칭
- 1943년 4월 1일 청남공립국민학교로 개칭
- 1950년 6월 1일 청남국민학교로 개칭
- 1956년 5월 20일 미당국민학교 인가 분리
- 1967년 3월 1일 왕진국민학교 인가 분리
- 1981년 3월 7일 병설유치원 개원
- 1986년 3월 1일 특수학급 설치
- 1996년 3월 1일 청남초등학교로 개칭, 왕진초등학교 통합
- 2013년 2월 14일 제88회 졸업(15명 졸업, 졸업생 누계 6865명)
- 2015년 3월 1일 초등 6학급(44명), 유치원 1학급(6명) 편성
- 2016년 2월 19일 제91회 졸업(8명 졸업, 졸업생 누계 6891명)
- 2016년 3월 1일 초등 6학급(37명), 유치원 1학급(7명) 편성
- 2017년 2월 17일 제92회 졸업(3명 졸업, 졸업생 누계 6894명)
- 2017년 3월 1일 초등 6학급(41명), 유치원 1학급(4명) 편성
- 2025년 3월 1일 미당초등학교 통합

## 참고 자료
- 청남초등학교 - 한국교육학술정보원 학교알리미